# 관음사 (곡성군)
관음사(觀音寺)는 대한민국 전라남도 곡성군 오산면 선세리에 있는 사찰로 300년(백제 분서왕 3년) 성덕(聖德)이 창건하였다. 1984년 2월 29일 전라남도문화재자료 제24호로 지정되었다. 고려 공민왕 23년(1374)까지 다섯 번을 고쳐 지었으며, 이때 건축된 원통전(圓通殿)은 고려 말 건축의 특색을 잘 나타내고 있다. 경내 면적은 약 4정보가량 되며 13채가 있다.